# حابي (مجلة)
مجلة حابي هي مجلة مصرية ثقافية علمية تربوية للأطفال، صدر العدد التجريبي منها في يونيو 2000م، بصدرها قطاع الكتب بوزارة التربية والتعليم بالاشتراك مع مركز سوزان مبارك.
على الغلاف الداخلي فهرس دون تحديد للصفحات، وفي كلمة د. محمد سامح سعيد المشرف على مركز سوزان مبارك الاستكشافي للعلوم كتب على أنها أول مجلة علمية للأطفال في مصر، باعتبار أن فلسفة المركز هي تبسيط العلوم وترغيب الأطفال في العلم، وربط العلم بالحياة. قطع المجلة 23×19سم.
تقوم سياسة المجلة على أساس اللعب والتسلية مع العلوم، وشخصيتها الرئيسة هي حابي: شخصية فرعونية لها ملامح طفل، المعارف العلمية تطرح أسئلة من طراز لماذا تتثائب؟ والثعبان الطائر وهي معلومات علمية أكثر مما هي علوم تطبيقية، إلا في حدود ضيقة مثل: اصنع معنا.
تحوي المجلة صفحات للصغار مثل «لون مع حابي» و«أجمل تعليق» و «ركن أصدقاء حابي»، ليست هناك إشارة إلى أسماء الكتاب في العدد، وبالنسبة للرسامين فهناك توقيع واحد لمحمد لطفي على رسم تلوين حابي وهو ليس من المحررين في المجلة. المقال الرئيسي في العدد تعريف للمجموعة الشمسية، وهناك ثلاث صفحات كرتونية بعنوان مغامرات كوكو، المجلة ملونة وتقع في 20 صفحة تخلو فيها من مسابقات يشارك فيها القراء عن طريق المراسلة، ليس للمجلة ملامح تعكس هويتها، وهناك مساهمات للقراء من تلاميذ المدارس يسألون فيها أسئلة علمية، المجلة توزع مجاناً ولا تعتمد على الإعلانات وعلى الغلاف إشارة بكافة محتويات العدد.

## فريق العمل
رئيس التحرير عايدة بهاء
مدير التحرير: سحر عبد الجواد
الإخراج الفني: عصام أحمد علي

## الأبواب
مقالة العدد
نادي اللغات
قطار المعرفة
ألعاب وتسالي
قصة جهاز
أخبار المركز